# Marco Deen
Marco Deen (Haarlem, 8 juni 1968) is een Nederlands politicus. Namens de PVV is hij sinds 6 december 2023 lid van de Tweede Kamer der Staten-Generaal. Eerder was hij gemeenteraadslid in Zandvoort aan Zee en lid van de Provinciale Staten van Noord-Holland. Beide functies legde hij kort na het begin van zijn Kamerlidmaatschap neer. In de Tweede Kamer houdt Deen zich bezig met democratie en bestuur.